# Magdalena Nowicka
Magdalena Nowicka (* 1976 in Warschau) ist eine deutsche Soziologin und Honorarprofessorin am Institut für Sozialwissenschaften der Humboldt-Universität zu Berlin.

## Werdegang
Magdalena Nowicka studierte Politikwissenschaften an der Universität zu Warschau (1996–1999) und Kulturwissenschaften an der Jagiellonen-Universität (1999–2001). Sie promovierte in Soziologie, Politikwissenschaften und Sozialpsychologie 2002 bis 2005 an der Ludwig-Maximilians-Universität in München.
Sie war von 2006 bis 2013 wissenschaftliche Mitarbeiterin am Lehrstuhl Prof. Ulrich Beck am Institut für Soziologie an der LMU München. Im Jahr 2009 wurde sie berufen als Mitglied der Jungen Akademie der Berlin-Brandenburgischen Akademie der Wissenschaften und der Deutschen Akademie der Naturforscher Leopoldina. Von 2010 bis 2013 war sie außerdem Research Fellow am Max-Planck-Institut zur Erforschung multireligiöser und multiethnischer Gesellschaften in Göttingen. Von 2013 bis 2022 war sie W2-Professorin für Migration and Transnationalism am Institut für Sozialwissenschaften der Humboldt-Universität zu Berlin, wo sie von 2013 bis 2018 das Projekt "TRANSFORmIG. Transforming Migration: Transnational Transfer of Multicultural Habitus, finanziert vom European Research Council" leitete.
Im Jahr 2020 war sie Willy Brandt Guest Professor am Malmö Institut for Studies of Migration, Diversity and Welfare (MIM) an der Universität Malmö, Schweden.
Seit August 2018 leitet sie die Abteilung Integration des Deutschen Zentrums für Integrations- und Migrationsforschung. Seit September 2022 ist sie Honorarprofessorin am Institut für Sozialwissenschaften der Humboldt-Universität zu Berlin. 
Ihre Forschungsschwerpunkte sind qualitative Methoden empirischer Sozialforschung, transnationale Vergesellschaftungsprozesse, Konvivialität und Kosmopolitismus und Intersektionalität und soziale Ungleichheiten.

## Publikationen (Auswahl)
- Transnational professionals and their cosmopolitan universes Campus-Verlag, Frankfurt am Main / New York 2006, ISBN 978-3-593-38155-8.
- Von Polen nach Deutschland und zurück: Die Arbeitsmigration und ihre Herausforderungen für Europa transcript Verlag, Bielefeld 2007, ISBN 978-3-8394-0605-2.
- herausgegeben mit Maria Rovisco: Cosmopolitanism in Practice Ashgate, Farnham 2009, ISBN 978-0-7546-7049-0.
- herausgegeben mit Vojin Šerbedžija: Migration and Social Remittances in a Global Europe Palgrave Macmillan, London 2016, ISBN 978-1-137-60125-4.
- herausgegeben mit Maria Rovisco: The Ashgate Research Companion to Cosmopolitanism Ashgate, Farnham 2017, ISBN 978-0-7546-7799-4.
- herausgegeben mit Mette Louise Berg: Studying Diversity, Migration and Urban Multiculture: Convivial Tools for Research and Practice UCL Press, London 2019, ISBN 978-1-78735-481-4.
- Transnationalismus Nomos, Baden-Baden 2019, 1. Auflage, Baden-Baden 2024, 2. aktualisierte und erweiterte Auflage, ISBN 978-3-7560-1316-6.
- mit Dirk Halm, Martina Sauer und Saboura Naqshband: Wohlfahrtspflegerische Leistungen von säkularen Migrantenorganisationen in Deutschland, unter Berücksichtigung der Leistungen für Geflüchtete Nomos, Baden-Baden 2020, ISBN 978-3-8487-7927-7.

- mit Elahe Haschemi Yekani und Tiara Roxanne: Revisualising Intersectionality Palgrave Macmillan, London 2022, ISBN 978-3-030-93209-1.
  - deutsche Übersetzung: Andere Sichtweisen auf Intersektionalität: Revisualising Intersectionality Springer VS, Wiesbaden 2022, ISBN 978-3-658-38756-3.